# Liste der Nachwuchsleistungszentren
Mit der Saison 2002/2003 führte der Deutsche Fußball-Bund unter der Regie seines damaligen Präsidenten Gerhard Mayer-Vorfelder das Talentförderprogramm ein. Per September 2023 existieren 346 Stützpunkte als erste Stufe der Talentförderung. Die zweite Stufe bilden die 59 Nachwuchsleistungszentren (NLZ) (Stand Juli 2025).

## Entwicklungen
Anfang 2022 gab Rot-Weiß Oberhausen bekannt, dass der Verein sich entschlossen habe, sein Nachwuchsleistungszentrum aufzugeben, im Februar 2023 folgten die Würzburger Kickers.
Seit dem 1. Januar 2024 führt der FC Rot-Weiß Erfurt wieder ein offizielles Nachwuchsleistungszentrum, nachdem der Verein im Zuge der Insolvenz und dem damit verbundenen Rückzug der Männermannschaft aus dem Spielbetrieb im Februar 2020 den Status zum 30. Juni 2020 verloren hatte. Der Hallesche FC unterhält seit Anfang 2024 ebenfalls ein Nachwuchsleistungszentrum.
Zum 1. Juli 2025 wurde den Kickers Offenbach der Status eines Vereins mit NLZ entzogen. Der Verein ging dagegen in Berufung, weshalb das Urteil noch nicht rechtskräftig war. Das DFB-Präsidium wies die Beschwerde ab, weshalb das Urteil Rechtskraft erlangte. Da dies jedoch erst nach dem 1. Juli, der als Stichtag galt, geschah, dürfen die Offenbacher in der Saison 2024/25 noch regulär am Spielbetrieb der DFB-Nachwuchsligen teilnehmen, bevor der Verein anschließend offiziell seinen Status als NLZ verliert. Preußen Münster erhielt hingegen erstmals den NLZ-Status zugesprochen.

## Die Nachwuchsleistungszentren
| Verein                            | Saison 2025/26 |
| --------------------------------- | -------------- |
| FC Erzgebirge Aue                 | 3. Liga        |
| FC Augsburg                       | Bundesliga     |
| Hertha BSC                        | 2. Bundesliga  |
| 1. FC Union Berlin                | Bundesliga     |
| Arminia Bielefeld                 | 2. Bundesliga  |
| VfL Bochum                        | 2. Bundesliga  |
| Eintracht Braunschweig            | 2. Bundesliga  |
| Werder Bremen                     | Bundesliga     |
| Chemnitzer FC                     | RL Nordost     |
| Energie Cottbus                   | 3. Liga        |
| SV Darmstadt 98                   | 2. Bundesliga  |
| Borussia Dortmund                 | Bundesliga     |
| Dynamo Dresden                    | 2. Bundesliga  |
| MSV Duisburg                      | 3. Liga        |
| Fortuna Düsseldorf                | 2. Bundesliga  |
| SV Elversberg                     | 2. Bundesliga  |
| FC Rot-Weiß Erfurt                | RL Nordost     |
| Rot-Weiss Essen                   | 3. Liga        |
| Eintracht Frankfurt               | Bundesliga     |
| FSV Frankfurt                     | RL Südwest     |
| SC Freiburg                       | Bundesliga     |
| SpVgg Greuther Fürth              | 2. Bundesliga  |
| Hallescher FC                     | RL Nordost     |
| Hamburger SV                      | Bundesliga     |
| Hannover 96                       | 2. Bundesliga  |
| 1. FC Heidenheim                  | Bundesliga     |
| TSG 1899 Hoffenheim               | Bundesliga     |
| FC Ingolstadt 04                  | 3. Liga        |
| FC Carl Zeiss Jena                | RL Nordost     |
| 1. FC Kaiserslautern              | 2. Bundesliga  |
| Karlsruher SC                     | 2. Bundesliga  |
| Holstein Kiel                     | 2. Bundesliga  |
| 1. FC Köln                        | Bundesliga     |
| Viktoria Köln                     | 3. Liga        |
| Bayer 04 Leverkusen               | Bundesliga     |
| RB Leipzig                        | Bundesliga     |
| 1. FC Magdeburg                   | 2. Bundesliga  |
| 1. FSV Mainz 05                   | Bundesliga     |
| SV Meppen                         | RL Nord        |
| Borussia Mönchengladbach          | Bundesliga     |
| TSV 1860 München                  | 3. Liga        |
| FC Bayern München                 | Bundesliga     |
| Preußen Münster                   | 2. Bundesliga  |
| 1. FC Nürnberg                    | 2. Bundesliga  |
| Kickers Offenbach                 | RL Südwest     |
| VfL Osnabrück                     | 3. Liga        |
| SC Paderborn 07                   | 2. Bundesliga  |
| SSV Jahn Regensburg               | 3. Liga        |
| Hansa Rostock                     | 3. Liga        |
| 1. FC Saarbrücken                 | 3. Liga        |
| SV Sandhausen                     | RL Südwest     |
| FC Schalke 04                     | 2. Bundesliga  |
| FC St. Pauli                      | Bundesliga     |
| Stuttgarter Kickers               | RL Südwest     |
| VfB Stuttgart                     | Bundesliga     |
| SSV Ulm 1846                      | 3. Liga        |
| SpVgg Unterhaching                | 3. Liga        |
| SV Wehen Wiesbaden                | 3. Liga        |
| VfL Wolfsburg                     | Bundesliga     |
| Vereine mit NLZ insgesamt         | 59             |
| Vereine der Bundesliga mit NLZ    | 18/180 (100 %) |
| Vereine der 2. Bundesliga mit NLZ | 18/180 (100 %) |
| Vereine der 3. Liga mit NLZ       | 14/200 (70 %)  |
| Vereine der Regionalliga mit NLZ  | 09/900 (10 %)  |